# Qays ibn Sa'd
 (décembre 2019).
La mise en forme du texte ne suit pas les recommandations de Wikipédia : il faut le « wikifier ».
Les points d'amélioration suivants sont les cas les plus fréquents :
- Les titres sont pré-formatés par le logiciel. Ils ne sont ni en capitales, ni en gras.
- Le texte ne doit pas être écrit en capitales (les noms de famille non plus), ni en gras, ni en italique, ni en « petit »…
- Le gras n'est utilisé que pour surligner le titre de l'article dans l'introduction, une seule fois.
- L'italique est rarement utilisé : mots en langue étrangère, titres d'œuvres, noms de bateaux, etc.
- Les citations ne sont pas en italique mais en corps de texte normal. Elles sont entourées par des guillemets français : « et ».
- Les listes à puces sont à éviter, des paragraphes rédigés étant largement préférés. Les tableaux sont à réserver à la présentation de données structurées (résultats, etc.).
- Les appels de note de bas de page (petits chiffres en exposant, introduits par l'outil «  Source ») sont à placer entre la fin de phrase et le point final[comme ça].
- Les liens internes (vers d'autres articles de Wikipédia) sont à choisir avec parcimonie. Créez des liens vers des articles approfondissant le sujet. Les termes génériques sans rapport avec le sujet sont à éviter, ainsi que les répétitions de liens vers un même terme.
- Les liens externes sont à placer uniquement dans une section « Liens externes », à la fin de l'article. Ces liens sont à choisir avec parcimonie suivant les règles définies. Si un lien sert de source à l'article, son insertion dans le texte est à faire par les notes de bas de page.
- La présentation des références doit suivre les conventions bibliographiques. Il est recommandé d'utiliser les modèles {{Ouvrage}}, {{Chapitre}}, {{Article}}, {{Lien web}} et/ou {{Bibliographie}}. Le mode d'édition visuel peut mettre en forme automatiquement les références.
- Insérer une infobox (cadre d'informations à droite) n'est pas obligatoire pour parachever la mise en page.

Pour une aide détaillée, merci de consulter Aide:Wikification.
Si vous pensez que ces points ont été résolus, vous pouvez retirer ce bandeau et améliorer la mise en forme d'un autre article.
 (août 2020).
Si vous disposez d'ouvrages ou d'articles de référence ou si vous connaissez des sites web de qualité traitant du thème abordé ici, merci de compléter l'article en donnant les références utiles à sa vérifiabilité et en les liant à la section « Notes et références ».
 (août 2022).
Qays ibn Sa'd (arabe : قيس بن سعد قيس) occupe une position de premier plan dans l'Islam. Considéré comme l'un des grands chefs de l'armée musulmane, Qays ibn Sa'd est connu pour sa défense inébranlable dans les batailles. Son désir de purifier son âme lui valut l'honneur d'être l'un des grands compagnons du prophète islamique Muhammad. Qays était aussi l'un des compagnons les plus fidèles d'Ali ibn Abi Talib.

## Naissance et début de sa vie
Qay ibn Sa'd est né à Médine à l'époque de Mahomet. Son père était Sa'd ibn ibn Ubadah, le chef de la tribu Khazraj (une tribu connue pour sa générosité). Avant de se convertir à l'islam, l'ibn Sa'd de Qay était rusé au point que personne n'a pu prendre le dessus sur lui. Il se servait de sa ruse pour court-circuiter les habitants de Medina et de ses environs. 

### Conversion à l'Islam
Après la conversion de Sa'd à l'Islam, il a présenté Qays à Mahomet. Sa'd le dit à Mahomet,
"C'est ton serviteur à partir de maintenant." Muhammad était satisfait des qualités que Qays possédait. Qays s'assit alors à côté de lui. Mohammed l'a ensuite dit à Qays,
"Cet endroit sera toujours à toi pour le reste de ta vie." Quand Qays a embrassé l'Islam, il a complètement changé sa vie, son attitude, sa vision et sa disposition. Grâce à l'Islam, Qays a appris à traiter les gens avec sincérité et à ne pas recourir à la tromperie. Il a abandonné toute sa ruse dans ses rapports avec les gens et s'est consacré à devenir un vrai et sincère musulman. Cependant, il y a eu des moments dans sa vie (dans des situations difficiles) où il a été tenté d'utiliser ses capacités de ruse pour tromper les gens. Mais la sincérité de Qays envers la religion de l'Islam l'a aidé à surmonter les tentations. Qays lui-même déclare,
"Sans l'Islam, j'aurais utilisé ma ruse pour déjouer tous les Arabes." ; "Si je n'avais pas entendu le Prophète dire que la ruse et la tromperie résident en enfer, j'aurais été l'homme le plus habile de la nation."

## Titres acquis
Qays a reçu le titre al-Ansari. Al-Ansari signifie l'assistant. Les caractéristiques de Qays
La famille de Qays était connue pour sa générosité. Même Muhammad les a félicités en déclarant,
"La générosité est le trait dominant de cette famille." Une coutume arabe pré-islamique était que les gens riches engageaient un crieur (annonceur) pour se tenir debout sur un endroit élevé pendant la journée afin d'appeler les quêtes et les passants à venir chez eux pour manger et se reposer. Et la nuit, les crieurs allumaient un feu pour guider les étrangers vers les endroits où l'on servait de la nourriture. Les gens de l'Arabie pré-islamique disaient,
"Celui qui aime la viande grasse doit aller chez Dulaym ibn Hartithan." Dulaym était l'arrière-grand-père de Qays. Ayant grandi dans une famille réputée pour sa générosité, Qays hériterait lui aussi de la générosité. La générosité de Qays surpassait son intelligence. Qays était aussi connu pour sa charité. Il est documenté qu'un jour Abu Bakr et Umar ont déclaré,
"Si nous laissons ce garçon donner libre cours à sa générosité, il épuisera la fortune de son père." Quand son père, Sa'd ibn ibn Ubadah, entendit leurs commentaires, il répondit : "Abou Quhaafah et Ibn al-Khattab n'auraient pas dû essayer d'encourager mon fils à devenir avare". Pour indiquer la générosité de Qays, Qays a prêté à une personne endettée (confrontée à des temps difficiles) une grosse somme d'argent. Quand le moment du remboursement est arrivé, l'homme est allé rembourser l'argent que Qays lui avait prêté. Cependant, Qays a refusé de reprendre l'argent et a déclaré,
"Je ne retire jamais ce que j'ai donné." On sait que Qays avait aussi un esprit vif et plein de ressources. Qays avait les caractéristiques d'un chef à l'exception d'une barbe arabe traditionnelle. L'Ansar taquinait Qays en disant,
"Si seulement on pouvait lui acheter une barbe."

## Gouverneur d'Égypte
L'imam Ali avait choisi Qays ibn Sa'd pour devenir gouverneur d'Égypte. Wilferd Madelung dans son livre The Succession to Muḥammad : A Study of The Early Caliphate discute de la nomination de Qays ibn Sa'd comme gouverneur de l'Égypte en déclarant,
"C'était un acte de réparation à l'égard de l'Ansar et devait être vu par l'opposition des Quraish à La Mecque comme une confirmation de leur crainte qu'Ali ait l'intention d'abolir leur statut privilégié de classe dominante de l'Islam. L'imam Ali choisit Qays plutôt que Mohammed ibn Abu Hudhaifa, que les rebelles égyptiens considéraient comme leur chef et qui contrôlait al-Fustat. États du Madelung,
"Il (Imam Ali) ne se sentait pas redevable envers les rebelles égyptiens, qui étaient rentrés chez eux, comme il l'avait fait envers al-Ashtar et les Koufans, et voulait rester à distance d'eux. Il a également rejeté Amr ibn As, un partisan de Mu'awiyah, comme candidat, même si Aisha a exigé sa restauration en raison de sa popularité parmi l'armée d'Égypte. Madelung dit aussi,
"Le rôle prépondérant d'Amr dans l'agitation contre Uthman, basé sur des motifs d'intérêt personnel plutôt que sur des principes islamiques, n'aurait guère pu plaire à Ali. Amr était une sorte d'opportuniste sans scrupules dont Ali ne voulait pas accabler son règne." Selon Sahl ibn Sa'd al-Sa'idi de la tribu Khazraj,
Ali proposa à Qays ibn Sa'd de choisir un garde militaire à Median pour l'accompagner, mais Qays refusa, déclarant que s'il ne pouvait entrer en Égypte qu'avec une escorte militaire, il préférerait ne jamais entrer dans le pays.
Qays est alors parti avec seulement sept compagnons et a pu rejoindre al-Fustat sans soucis. Il a également apporté une lettre de l'Imam Ali informant les musulmans égyptiens de sa nomination (celle de Qays) et l'a lue à la mosquée. La lettre a été écrite en Safar 36 de l'Hégire (juillet 656 de notre ère), environ deux mois après l'accession de l'Imam Ali par Ubaydullah ibn Abi Rafi. L'imam Ali a mentionné que Muhammad avait d'abord été remplacé par deux personnes, après quoi un dirigeant (Uthman) avait pris en charge et introduit des innovations telles que la communauté a protesté et lui a reproché. Commentaires de Madelung,
"Il n'y avait aucune mention de la mort violente d'Uthman et du rôle joué par les rebelles égyptiens. Ali n'a manifestement pas voulu toucher à cette question qui divise." Après avoir publiquement adressé la lettre, Qays a ensuite loué l'Imam Ali comme étant le meilleur homme après Mahomet. Il a également reçu les bay'ahs (serments d'allégeance) pour l'Imam Ali du peuple égyptien. En tant que gouverneur, Qays n'a pris aucune mesure majeure contre les partisans d'Uthman, qui avaient fait sécession dans le village de Kharbita près d'Alexandrie après la révolte de Muhammad ibn Abi Hudhayfa. Les partisans d'Uthman ont tenu tête à Qays ibn Sa'd sous leur chef Yazid ibn al-Harith al-Maudliji de Kinana. Ils ont informé Qays qu'ils voulaient voir comment les choses évoluaient. En outre, ils ont déclaré qu'ils n'interviendraient pas auprès de ses percepteurs d'impôts et qu'ils ne prendraient pas les armes contre lui. Qays a accepté leur demande et n'a pas essayé de les forcer à prêter allégeance (les partisans d'Uthman allaient plus tard prêter allégeance à Mu'awiyah au lieu de l'Imam Ali). Maslama ibn Mukhallad al-Sa'idi, un parent de Qays, a appelé à des représailles pour le sang d'Uthman. Cependant, Qays a assuré Maslama qu'il ne voulait pas le tuer en aucune circonstance. En conséquence, Maslama s'est engagé à ne pas s'opposer à Qays tant que Qays serait le gouverneur de l'Égypte. L'accord (avec les partisans d'Uthman) permettait à Qays de percevoir l'impôt dans tout le pays d'Égypte.
Muhammad ibn Abi Hudhayfa et les rebelles égyptiens n'étaient pas mentionnés dans les comptes de Sahl ibn Sa'd. Selon al-Layth ibn Sa'd, un Égyptien, Muhammad ibn Hudhayfa aurait quitté l'Égypte pour Médine lorsque Qays aurait été nommé gouverneur pour rejoindre l'Imam Ali. Lorsque Mu'awiyah apprit que Mahomet avait quitté l'Égypte et qu'il était en transit vers Médine, il demanda à ses sujets de capturer Mahomet et de l'amener à Sham (Damas). Après que Mohammed fut amené à Damas, Mu'awiyah l'emprisonna. Mohammed réussit à s'évader de prison mais fut tué par des Yéménites à Dhul Hijja 36 de l'Hégire (mai 657 de notre ère).

## Carrière militaire

### Shurta al-Khamis
Qays ibn Sa'd était le commandant de Shurta al-Khamis, une unité militaire qui soutenait l'Imam Ali et le Ahl al-Bayt en Irak. Shurta al-Khamis était composé de quarante mille hommes qui étaient personnellement fidèles à l'Imam Ali. 

### Bataille de Siffeen
Lors de la bataille de Siffeen, Qays se rangea du côté de l'Imam Ali contre Mu'awiyah. Qays s'est joint à Sahl ibn Hunayf, l'un des gouverneurs de l'Imam Ali, alors qu'il partait rejoindre l'Imam Ali à la bataille de Siffeen. Qays fut nommé l'un des commandants de l'armée de l'Imam Ali ; il commanda les fantassins de Bassorah. Qays a reçu une brigade de plus de 10 000 hommes. Le sixième jour de la bataille de Siffeen, Qays ibn Sa'd al-Ansari s'avance avec l'armée pour combattre ibn Dhi'l-Kala et son contingent. De violents combats s'ensuivirent. Pendant la guerre, Qays s'asseyait et concoctait mentalement des complots qui feraient de Mu'awiyah et de son armée les pires perdants. Plus il pensait aux intrigues, plus il se rendait compte qu'elles étaient mauvaises et dangereuses. Qays se rappelait les paroles sacrées d'Allah :
"Mais le complot diabolique n'englobe que celui qui le fait." ( Sourate Fatir 35:43)
En conséquence, Qays s'est débarrassé des complots et a demandé pardon à Allah. 

## Après le martyre de l'Imam Ali
Sulaym ibn Qays déclare :
"Mu'awiyyah est venu (pour exécuter) le hadj pendant son califat. C'était après le meurtre de l'imam Ali et après le traité de paix avec l'imam Hasan. Les Méditerranéens (peuple de Médine) l'ont reçu. Parmi eux se trouvait Qays ibn Sa'd, qui était le chef des Ansar (aides) et le fils de leur chef. Un entretien a donc eu lieu entre eux." (Qays ibn Sa'd et Mu'awiyah).

## Mort
Qays mourut en 59 H (678-679 ap. J. -C. ) à Médine. 

## Héritage
Anas ibn Malik, un compagnon des états de Mahomet : "Qays ibn Sa'd ibn Ubadah était pour le Prophète comme un officier supérieur pour un commandant."